# Stati d'animo
Stati d'animo (en français Les Etats d'âme) est un triptyque réalisé en 1911 par le peintre futuriste italien Umberto Boccioni. Cette série d’huiles sur toile est exposée au Museum of Modern Art à New-York et fait partie des pièces maîtresses de l’artiste.

## Contexte
En 1909, le poète Filippo Tommaso Marinetti publie dans Le Figaro le Manifeste du futurisme. Il y définit dans un texte percutant les principes du mouvement : l’exaltation de la vie moderne, de la vitesse et de la violence et le rejet d’une société lente et rétrograde. De nombreux artistes italiens comme Giacomo Bella, Luigi Russolo, Carlo Carrà et Umberto Boccioni produisent entre 1909 et 1920 des œuvres censées représenter le tumulte brutal de la vie moderne par la décomposition des formes, des couleurs et des matières. Portés par ces idées de dynamisme, de glorification du monde moderne et de révolution esthétique, ces peintres italiens se rassemblent autour de Marinetti. Parmi eux, Umberto Boccioni fera par la suite publier deux manifestes d’esthétique futuriste en 1913 et 1914. 

## Description et interprétations
En 1911, Umberto Boccioni compose le triptyque Stati d’animo I, II e III. La première toile, intitulée Gli addii (Les adieux) laisse deviner un groupe de personnes sur le quai d’une gare et un train, dont le mouvement chaotique est représenté par l’entrecroisement des lignes et l’impression graduelle des formes sur le paysage. La vapeur du train semble entraîner toutes les composantes du tableau dans une étouffante frénésie. Dans la deuxième toile, Quelli che vanno (Ceux qui partent), le mouvement du train au départ est figé par une multitude de traits obliques, et les visages des voyageurs dans le train paraissent étrangement inexpressifs. La troisième et dernière toile, Quelli che restano (Ceux qui restent), est caractérisée par des lignes horizontales froides et des corps effacés, qui donnent un sentiment d’accablement et de désolation. Boccioni réalise deux versions de la série la même année, et c’est la seconde version plus travaillée qui est aujourd’hui exposée au MoMA.
L’influence des travaux de Bergson sur la matière et la perception de l'essence des objets transparaît dans l’œuvre de Boccioni, et Stati d’animo est le parfait exemple de cette volonté de transcender les règles de la représentation, en se fondant non plus sur la division de l’espace, mais sur celle du temps. La série d’huiles sur toile exprime la frénésie du monde moderne et la dynamique induite par la technique, mais également les ingérences psychologiques de ce chaos perpétuel sur les individus et les groupes.